# Стоддерт, Бенджамин
Бенджамин Стоддерт (англ. Benjamin Stoddert; 1751 — 18 декабря 1813) — американский политик и адвокат, 1-й министр военно-морских сил США.

## Биография
Родился в семье капитана Томаса Стоддерта. Получил образование в Пенсильванском университете, а затем работал торговцем. Он служил капитаном в кавалерии Пенсильвании, а затем стал секретарём Континентального военного совета во время американской войны за независимость. Во время войны он был серьёзно ранен 11 сентября 1777 года в сражении при Брендивайне и был освобождён от активной военной службы.
В 1781 году женился на Ребекке Лаундес (англ. Rebecca Lowndes), дочери торговца из Мэриленда. У пары было восемь детей. Они проживали в доме своего тестя в Боствике, расположенном в Блейденсберге, штат Мэриленд.
В 1783 году Стоддерт основал экспортный бизнес по производству табака в Джорджтауне.
После того, как Джордж Вашингтон был избран президентом, он попросил Стоддерта приобрести ключевые земельные участки в районе, который станет новой столицей страны, прежде чем официальное решение о создании федерального города на берегах Потомака поднимет там цены. Затем Стоддерт передал приобретённые участки земли правительству. В течение 1790-х годов он также помог Банку Колумбии осуществить покупки земли в округе Колумбия для федерального правительства.
В мае 1798 года президент Джон Адамс назначил Стоддерта, лояльного федералиста, надзирать за недавно созданным Департаментом ВМС.  Как первый секретарь ВМФ, Стоддерт вскоре обнаружил, что имеет дело с необъявленной морской войной против Франции, которая известна как Квазивойна. Стоддерт понял, что в военно-морском флоте слишком мало военных кораблей, чтобы защищать интересы США на море или патрулировать североамериканское побережье. Также он пришёл к выводу, что лучший способ победить французскую кампанию против американского судоходства - это наступательные операции в Карибском бассейне, где базируются большинство французских крейсеров. Американские успехи во время конфликта были связаны с сочетанием административного навыка Стоддерта по развертыванию его ограниченных сил и инициативе его морских офицеров. Под руководством Стоддерта восстановленный Военно-морской флот Соединенных Штатов оправдал себя и добился своей цели - защитить американскую торговлю.
Стоддерт занимался не только ежедневным управлением и операциями военно-морского флота, но и будущим флота. Он основал первые шесть военно-морских верфей и выступал за строительство двенадцати 74-пушечных линейных кораблей. Конгресс первоначально одобрил строительство этих кораблей в 1799 году, и проект был подготовлен Джошуа Хамфри, который подготовил также первоначальные проекты для 44-пушечных фрегатов 1797 года и пиломатериалы, собранные для новых ВМФ.
Однако после подписания мирного соглашения с Францией численность военно-морского флота и количество действующих судов были сокращены. Администрация Джефферсона уменьшила численность активных судов до трёх фрегатов (двенадцать были построены между 1797 и 1800 годами), а также продала или использовала собранные запасы во флотских доках для строительства канонерских лодок. Эта политика не позволила Соединенным Штатам отреагировать на более поздние угрозы со стороны берберских пиратов и не смогла предотвратить войну с Англией в 1812 году.
Стоддерт создал библиотеку ВМФ в соответствии с инструкциями, полученными от президента Адамса в письме от 31 марта 1800 года.
Он оставил должность в марте 1801 года, чтобы вернуться к коммерческой деятельности. В последние годы жизни состояние Стоддерта серьёзно снизилось, поскольку он много потерял на земельных спекуляциях, а Джорджтаун перестал быть  коммерческим центром. В то же время Эмбарго и Война 1812 года серьёзно подорвали американскую торговлю за границей.
В честь Бенджамина Стоддерта были названы два эсминца ВМС США, а также несколько школ.